# 333 Badenia
333 Badenia este un asteroid din centura principală, descoperit pe 22 august 1892, de Max Wolf.